# 플리머스 형제단
플리머스 형제단(Plymouth Brethren)은 1820년대 아일랜드 더블린에서 기독교 근본주의 성격의 복음주의 운동으로 태어난 개신교 교파이다.

## 기원
형제운동은 1825년 아일랜드의 더블린(Dublin)에서 시작되었다. 그 곳에서 몇몇 그리스도인들의 그룹이 성만찬을 함께 하기 위해 형식없이 만났다.
중심 인물들은 트리니티 대학교에서 신학을 공부하고 있던 치과의사 안토니 노리스 그로브스(Anthony Norris Groves), 의학을 공부하고 있던 에드워드 크로닌(Edward Cronin), 존 파넬(John Parnell), 위클로주(Wicklow)의 성직자 존 넬슨 다비(John Nelson Darby), 그리고 그들을 함께 모은 변호사 존 기포드 벨렛(John Gifford Bellett)이었다. 그들은 어떠한 예배의식이나, 예배의 순서나, 심지어는 사역자들도 없었다. 그들의 관점에서, 그들의 안내자는 "오직 성경"이었으며, 그들은 성경본문에 따라 행했다.

## 형제교회의 분열
개방적인 형제교회(Open Brethren)가 폐쇄적인 형제교회(Exclusive Brethren)로부터 분리된 것은, 예언과 교회 조직에 관한 의견 차이로 인해, 그 당시 브레드렌 어셈블리 중 가장 큰 플리머스 교회의 장로였던 벤자민 윌스 뉴튼(Benjamin Wills Newton)을 존 넬슨 다비(John Nelson Darby)가 공격하면서 일어났다. 다비는 뉴튼이 신학적 오류를 인정하도록 강요하고, 이에 따라 브리스톨의 베데스다 교회에서는 뉴튼의 오류와는 무관한 두 명의 인물을 받아들인 조지 뮐러(George Müller)와 헨리 크레이크(Henry Craik)를 비판했다. 이로 인해 베데스다 교회는 J.N.다비로 부터 분리되었고 여러 모임들은 독립적 또는 회중적 입장을 채택하게 되었다.

## 특징
- 하나님 앞에 자신이 죄인임을 깨닫고 예수 그리스도의 보혈을 의뢰하는 믿음을 가졌는지 확실하게 검증된 자만 성도로 영접된다.
- 거듭난 성도들과 하나님께 은사를 받은 장로가 성령님의 인도로 세워져서 모임이 운영되고 있으며, 누구든지 성도는 제사장이라는 원리를 적용하여 기독교 기성 교단의 조직 체계(목사-평신도)라는 계급적인 병폐를 거부하고 있다. 또한 교단을 형성하지 않고 개별 교회가 하나님 앞에 책임이 있다는 믿음을 따른다.
- 교회 일을 전임하는 장로 형제에게 지급되는 보수는 각 지역교회마다 다르며, 일부 교회는 성도들의 연보에 의해 주어지고 일부교회는 정해서 지급되기도 한다. 재정이 어려운 교회는 자비량하여 해결하기도 한다.
- 유명한 성서학자(존 넬슨 다비, 매킨토시, 조지 위그람), 선교사(짐 엘리엇), 복음전도자(조지 뮐러, 디엘 무디)들을 다수 배출하였다.
- 연보는 무기명을 철칙으로 하며 연보는 의무가 아니라 감사함으로 드리는 것이 성경적이며 합당하다고 생각한다.
- 매주일마다 성찬예배를 하는데 형제들이 주보순에 의하지 않고 자발적으로 성령님의 인도하심을 따라 찬송과 감사기도를 한 후 떡과 잔을 나눈다
- 믿음을 간증한 새신자들을 검증하여 침례식을 행한다.
- 타지역 교회 이동은 장로 형제의 추천으로 사는 곳의 가까운 교회로 옮긴다.
- 신도중 여성은 머리에 모자나 수건을 사용하여 머리를 가려 천사들과 남자들의 머리가 예수 그리스도라는 성경말씀(고린도전서 11장  10절)을 지금도 유효하다는 믿음을 따른다.

## 한국의 형제운동
한국에서의 형제운동은 1959년에 회심한 젊은이들을 중심으로 시작되었다고 볼 수 있다. 1958년을 전후하여 부평에 있는 미군교회(ASCOM Chaple)에 영어를 배우러 갔던 한국의 젊은이들에게 미군 병사들의 신앙이 전해지고 그들이 개방적 형제단의 선교사들과 연결되면서 한국에서의 형제운동이 시작되었다. 국내의 플리머스 형제단은 주로 개방적인 형제교회(Open Brethren)이며 폐쇄적인 형제교회(Exclusive Brethren)와는 교류하지 않는다.
1) 한국으로의 전래과정
윌버 매카피(Wilbur Thompson McAfee, 1917~2009)64)는 한국에 파송된 최초의 형제단 선교사이다. 그는 직접 농장을 운영하면서 한국 농촌 계몽에 이바지하였다. 또한 경기도 용인군에 남사중학교를 설립하였고, 경기도 화성군기오산읍에 오산기독병원을 설립하여 의료선교활동을 활발하게 하였으며, 1974년에는 경기도 사후동에 무료요양소를 개설하여 결핵 환자들과 지체장애인들을 수용하고 치료하는 의료봉사를 함으로써 사회복지사역을 하였다.
매카피의 복음사역을 살펴보면, 1961년에 12명이 경상남도 거창 장팔리에 교회를 세웠는데, 후에 교회 성도였던 이들이 여러 지역으로 나가서 교회를 세웠다. 그는 1963년 경기도 평택으로 이주하여 사후동에 선교학교를 개설하여 젊은이들에게 성경을 가르치고, 그들에게 농촌운동과 선교사명을 일깨워서 여러 지역으로 파송하였다.66) 또한, 매카피는 1965년 미국으로부터 한국 엠마오성경 통신학교를 인가받아서 문서선교사역을 시작하였다. 1968년에는 미국의 선교기관인 CMML(Christian Missions In Many Lands, Inc.)의 지원으로 보건사회부 한국기독교 선교부를 승인받아 의료선교활동을 하였다. 이렇게 한국 선교를 위하여 20년을 헌신한 매카피는 건강이  악화되어 1979년에 귀국하였다가 2009년에 생애를 마감하였다. 에드윈 아서 제임스(Edwin Arthur James, 1912~1988)67)는 웨일즈 북부의 뱅고시(BangorCity)에 있는 센터럴홀(Central Hall)교회에서 신앙생활을 하다가 1962년 5월에 50세의 늦은 나이로 일본을 거쳐 부산에 상륙하였다. 제임스는 그곳에 마중 나온 매카피를 따라 거창에서 잠시 머물다가 8월에 서울로 올라갔다. 그리고 부평의 미군부대에서 회심한 청년들과 1962년 10 월부터 장충동에서 모이기 시작하였다.68) 이것이 서울에서 세워진 첫 번째 형제단 교회인 노량진교회의 전신이며 시작이었다. 제임스는 1960년대 중반부터 1973년까지 대형천막과 조립식 의자를 자신이 직접 설계하여 만들어서 트럭에 싣고 다니면서 전국에 순회집회를 하였다. 이처럼 한국에서의 형제운동이 활발히 진행되자 세계 곳곳에서 여러 선교사들이 한국에 들어와서 협력하였다.
지금까지 살펴본 바와 같이 한국에서의 형제운동은 한국에서 자생적으로 일어난 것이 아니라 기독교회사에서 검증된 복음주의적 운동이 선교사들에 의하여 전파된 것이다. 한국의 형제단은 이러한 형제단에서 파송된 선교사들에 의하여 세워졌고 그들과 같은 정신과 원리를 가지고 있으며, 전 세계의 형제단과 국제적인 교류를 하고 있다는 면에서 19세기에 일어난 형제운동의 역사적 선상에 있다고 보아야 할 것이다. 특히 개방적 형제단 선교사들의 영향으로 침례를 주고 장로를 인정하며 무엇보다도 지역교회의 독립과 자율성을 존중한다는 면에서 개방적 형제단의 맥을 잇고 있다.
2) 한국에서의 형제운동의 전개
한국에서의 형제단 교회는 지방에서는 1961년 경상남도 거창 장팔리에서, 서울에서는 1962년 장충동에서 첫 모임이 시작되었다. 그 후 한국에서 형제운동은 활발하게 진행되어 서울 39개, 강원 11개, 경기 60개, 충청 25개, 영남 47개, 호남 44개, 제주 4개 등 2014년3월 기준으로, 230개에 달하는 교회가 세워졌으며, 지금도 형제운동은 지속되고 있다. 또한, 한국의 형제단 교회는 1990년을 전후하여 해외 선교사역을 시작하였다. 현재 한국의 형제단에서 파송된 29명의 선교사가 중국, 태국, 캄보디아, 베트남, 네팔, 몽골, 호주, 필리핀, 동티모르, 남아프리카 공화국, 남미 파라과이, 인도네시아, 스리랑카, 타지키스탄, 키르기스스탄 등 여러 나라에서 활발하게 선교하고 있다. 이와 함께 한국의 형제단은 미국, 영국, 캐나다, 호주, 뉴질랜드, 독일, 일본, 대만, 인도, 남미와 동남아시아 등 세계 여러 나라에 퍼져 있는 형제단과 국제적인 교류를 하면서 타문화권 선교에도 협력하고 있다.
Emmaus Bible College(미국 IOWA 소재)의 한국 분교도 같은시기에 설립되어 현재 운영되고 있으며, 지역교회들이 연합하여 설교및 성경연구 자료 동영상을 누구나 무료로 시청할 수 있도록 GNTV 인터넷 사이트도 개설되어 있다(www.gntv.or.kr).

## 같이 보기
- 개방적인 형제교회
- 제임스 엘리어트